# Wollbachspitze
De Wollbachspitze is een 3210 meter hoge berg in de Zillertaler Alpen in Tirol, op de grens van Oostenrijk en Italië. De eerste bestijging was in 1852, de eerste toeristische bestijging in 1878 door R. Seierlen en St. Kirchler. De top is met begeleiding uit de Kasseler Hütte via de Stillupkees bereikbaar.